# 彼得·保斯蒂安
彼得·保斯蒂安（德語：Peter Paustian，20世纪—），德国男子赛艇运动员。他曾代表西德参加瑞士卢塞恩举办的1962年世界赛艇锦标赛，获得男子四人单桨无舵手金牌。